# Prosa de Portugal
O facto de as primeiras narrativas serem transmitidas por via oral quase que obrigou que fossem, quase sempre, apresentadas de forma poética (a métrica e a rima, bem como o uso de versos recorrentes) facilitava a memorização de longos relatos. As gestas e as vidas de santos eram assim cantados (e contados). Muitos destes poemas foram depois passados para prosa (acrescentados de pormenores mais ou menos fiáveis ou, então, expurgados de factos de cariz lendário - ainda que os cronistas não desdenhassem o lado místico das narrativas, até pelo facto de estes serem, basicamente, monges).
As primeiras crónicas remontam à época dos Godos e da Reconquista Cristã. Estes textos historiográficos não são, porém, isentos. Muitas vezes feitos por encomenda, servem para legitimar o poder da nobreza (com a criação dos Livros de Linhagens e como confirmação do direito à independência. As crónicas relativas a D. Afonso Henriques(por exemplo, a Crónica Geral de Espanha de 1344 e Crónicas Breves de Santa Cruz de Coimbra) são disso exemplo: a própria legitimação divina, com a descrição de episódios miraculosos. O mesmo acontecerá com as hagiografias, biografias de santos ou de personagens históricas que aspiravam à santidade, à heroicidade e à exemplaridade da sua vida. Frei João Álvares, a pedido do Infante D. Henrique, escreve a Crónica do Infante Santo D. Fernando. O Memorial da Infanta Santa Joana, de autor desconhecido (havendo quem defenda a autoria de Margarida Furtada) e a Crónica do Condestável, de autor anónimo, são outros exemplos deste género de literatura.
Dos Livros de linhagens, que a partir do século XVI passarão a chamar-se de Nobiliários destacamos o Livro de Linhagens do conde D. Pedro (escrito de 1340 a 1344), onde o autor pretende fazer, mesmo, um resumo da História Universal e onde estão alguns textos de valor literário, como a "Batalha do Salado", a "Lenda da Dama-de-pé-de-cabra" (que inspirará, posteriormente, Alexandre Herculano) e a "lenda do Rei Ramiro". Note-se que este livro de linhagens, devido às suas características estilísiticas, é atribuído ao mesmo autor da Crónica Geral de Espanha de 1344, já referida. Estilo esse, muito comparado ao de Fernão Lopes, cronista maior da história literária portuguesa.
No Mosteiro de Santa Cruz de Coimbra criaram-se os chamados "cronicões", como Crónicas Breves e Memórias Avulsas, a Crónica Breve do Arquivo Nacional, a Crónica da Conquista do Algarve e a Crónica da Fundação do Mosteiro de São Vicente de Lisboa.
Antes disso, porém, existe uma vasta obra de tradução para o português vulgar da época, de escritos vindos de fora. Essas traduções centram-se essencialmente na literatura religiosa. Os monges de Santa Maria de Alcobaça, de Santa Cruz de Coimbra, do Lorvão e de São Vicente são os mais dignos representantes deste trabalho. traduzem-se, assim, A Regra de São Bento, os Actos dos Apóstolos, as hagiografias (vida dos santos), O Castelo Perigoso, o Espelho da Cruz, a Regra de São Agostinho, obras dos Padres da Igreja, os mais variados tratados teológicos, a Imitação de Cristo, as Vidas e Paixões dos Apóstolos, a Visão de Túndalo, a Vita Christi, de Ludolfo da Saxónia, o Desprezo do Mundo, de Isaac de Nínive...
Traduziram-se, porém, ainda que em menor quantidade, livros de direito medieval (Nueve Tiempos de los Pleitos, Fuero Real, Partidas, Flores de Derecho...) e de medicina (o ensino médico teve início no Mosteiro de Santa Cruz, em 1131).
Antes de 1315, D. Dinis encomenda a tradução da Crónica do Mouro Rasis, do historiador árabe Amade ibne Maomé Arrazi, onde se apresenta uma descrição geográfica da Península Ibérica, da sua história até aos primórdios, segundo os conhecimentos da altura, e das invasões que aí se sucederam.
A família real de Avis terá também o seu lugar na história da literatura portuguesa, com os seus livros doutrinais e moralistas. O Livro da Montaria (de D. João I), a Ensinança de bem cavalgar toda a sela e o Leal Conselheiro (de D. Duarte); a Virtuosa Benfeitoria (do Infante D. Pedro, inspirado em Séneca). O Condestável Dom Pedro escreveu, ainda as Coplas del menesprecio e contempto de las cosas fermosas del mundo.
No início do século XIV há a referir alguns livros com intenções edificantes e religiosas, de autores portugueses anónimos: o Orto do Esposo e a Corte Imperial. No final do mesmo século ou no início do seguinte, o Boosco Deleitoso é um dos livros mais exemplares desta corrente.
A literatura de cavalaria tem também a sua presença honrosa entre os livros escritos na Idade Média portuguesa. A Demanda do Santo Graal é considerado um dos manuscritos sobre o ciclo arturiano mais completo. Efectivamente, baseia-se na tradução e adaptação de várias novelas francesas sobre o assunto. O autor português deu-se, também, a um trabalho de síntese. Terá sido por influência de D. Afonso III, casado com a Condessa de Bolonha, Matilde, que as novelas francesas foram submetidas a esta tradução criativa. Supõe-se que João Vivas (frade da Ordem de Santiago) terá sido o tradutor-autor de uma trilogia de livros do ciclo arturiano (ciclo Post-Vulgata) que, além do já referido "A Demanda do Santo Graal", inclui "José de Arimateia" e "Merlim". Um dos livros de cavalaria mais famosos, cuja autoria original tem sido reivindicada por alguns portugueses (Gomes Eanes de Zurara atribui a sua autoria a Vasco de Lobeira, trovador do século XIII), é o "Amadis de Gaula", apesar de a primeira versão conhecida ser a do espanhol Garci Ordóñez (ou Rodríguez) de Montalvo, em 1508.
Fernão Lopes é, sem dúvida, uma das figuras maiores da historiografia portuguesa. Preocupado com o estilo, vivo, com grande capacidade descritiva das situações e profundidade psicológica na caracterização das figuras históricas, este cronista, cuja obra não nos chegou, até nós, em toda a sua extensão, será um modelo para as gerações posteriores, ao aliar a esta capacidade narrativa o rigor histórico(como diz na Crónica de D. João I: "mentira em este volume, é muito afastada da nossa vontade."). Nomeado por D. Duarte, foi o primeiro cronista oficial do reino de Portugal. Segundo as suas próprias palavras, terá escrito a história de Portugal desde D. Henrique, tendo chegado completas, à nossa época, apenas as crónicas de D. Pedro, D. Fernando e D. João I (a 1.ª e 2.ª partes). A última crónica é considerada, em termos gerais, a sua obra prima. Em 1454, Fernão Lopes, ao ser aposentado das suas funções de Guarda da Torre do Tombo por D. Afonso V, é substituído por outro nome de vulto: Gomes Eanes de Zurara. Zurara continuará o trabalho cronístico de Fernão Lopes ainda que opte por um estilo diferente e menos sedutor para o leitor moderno. Enquanto que a personagem principal de muitas das passagens das crónicas de Lopes era o próprio povo (a "arraia miúda"), activo e participante nos movimentos históricos referidos, Zurara voltará, de acordo com os desejos do monarca, a exaltar os nobres e os seus feitos individuais. De Zurara são a "Crónica da Tomada de Ceuta" que prolonga, em termos cronológicos, o que Fernão Lopes já tinha exposto na sua "Crónica de D. João I" (ou seja, a 3.ª parte), a "Crónica dos Feitos da Guiné", a "Crónica de D. Pedro de Menezes" e a "Crónica de D. Duarte de Menezes". Com este autor anuncia-se já o Renascimento, o que se vai afirmando com o estilo de outros cronistas, como Rui de Pina, Duarte Galvão e Garcia de Resende.
É neste contexto que outro cronista de grande dimensão, João de Barros, contribui para o acervo literário português com Crónica do Imperador Clarimundo (1520), romance de cavalaria; e com Ropicapnefma ou Mercadoria Espiritual, de 1532, onde mostra a sua erudição, de sabor renascentista (obra colocada no Index em 1581). É também na cronística que o seu génio será primeiramente reconhecido: as Décadas da Ásia constituem um monumento literário essencial.
Jorge Ferreira de Vasconcelos destaca-se, também, na novela de cavalaria ("Memorial das Proezas da Távola Redonda"). O primeiro contista português de destaque é, sem dúvida, Gonçalo Fernandes Trancoso, autor de contos morais agrupados nas suas obras "Contos" e "Histórias de Proveito e Exemplo", de 1575. Em 1607, postuamente, é publicado aquele que é considerado o primeiro romance português com características modernas, a "Lusitânia Transformada", de Fernão Álvares do Oriente.
Diogo do Couto, nomeado guarda-mor do arquivo de Goa em 1595, durante o reinado de Filipe I, onde deveria continuar a escrever as Décadas da Ásia de João de Barros, cultivou o género do diálogo, no seu Diálogo do Soldado Prático, onde a crítica social tem um papel predominante. Podemos, ainda, juntar a estes nomes os de Frei Heitor Pinto (frade Jerónimo, autor de uma "Imagem da Vida Cristã") e Samuel Usque (judeu, irmão de Abraão Usque, tipógrafo de Ferrara, que publicaria pela primeira vez, pouco depois, a "Menina e Moça" de Bernardim Ribeiro), também com preocupações moralizantes e religiosas.
Bernardim Ribeiro, com a obra já mencionada, (que teve uma segunda versão, diferente da inicial, impressa em Évora) incompleta, terá uma forte influência na literatura de finais do século XV e início do século XVI. Fernão Álvares do Oriente, Heitor Pinto, Frei Gaspar de Santa Cruz ("Saudades da Terra") e Francisco Rodrigues Lobo ("Corte na Aldeia") seguem, em alguns aspectos, os passos de Bernardim. "Menina e Moça" é, ainda hoje, considerado um dos mais importantes feitos da novelística portuguesa.
O humanismo português tem, então, um dos seus maiores expoentes literários na figura de Damião de Góis. Escritor de uma obra importante, tanto em latim como em português (escreveu a "Crónica do Felicíssimo Rei D. Manuel" - composta em quatro partes, de 1566 a 1567 - e a "Crónica do Príncipe D. João", em 1567), este intelectual notável foi perseguido em Portugal devido às suas relações com os "hereges" protestantes, entre os quais encontramos Martinho Lutero e Erasmo de Roterdão.
Há ainda a referir, ao longo do século XVI e XVII, um número substancial de escritores que se dedicam à temática das viagens marítimas, por influência dos descobrimentos e do novo intercâmbio cultural com os povos de além-mar. Fernão Mendes Pinto e a sua "Peregrinação" são o exemplo maior, pelo pitoresco e capacidade narrativa que tornam esta obra ainda bastante atraente para os leitores contemporâneos. Há, no entanto, outros autores e obras a referir, dentro deste género. O Roteiro da Primeira Viagem de Vasco da Gama, atribuído a Álvaro Velho é, sem dúvida, a primeira destas obras, ainda no século XV. A Carta a D. Manuel sobre o Descobrimento do Brasil, de Pero Vaz de Caminha, na sua brevidade, é um documento histórico escrito com uma mestria invejável. Mais tarde, os relatos dos naufrágios, escritos de forma dramática e intensa, afirmam-se como um género particular e bem sucedido da literatura portuguesa. Destacam-se os que foram coligidos por Bernardo Gomes de Brito na História Trágico-Marítima (já no século XVIII, de 1735 a 1736), como é o caso da Relação do Naufrágio da Nau Santiago, de Manuel Godinho Cardoso; a Relação do Naufrágio da Nau São Bento, de Manuel de Mesquita Perestrelo e a Relação do Naufrágio da Nau Conceição, de Manuel Rangel.
Outras obras importantes, sob o tema das viagens, são:
- Verdadeira Informação do Preste João das Índias (1540), do Padre Francisco Álvares
- Tratado das Cousas da China (1570), de Gaspar da Cruz
- Itinerário da Terra Santa (1593), de Frei Pantaleão de Aveiro
- Etiópia Oriental (1609), de João dos Santos
- Itinerário da Índia por Terra (1611), de Frei Gaspar de São Bernardino.

Através do maneirismo - presente no estilo de muitos destes autores acabados de referir - a literatura portuguesa irá entrar na época do Barroco. Francisco Manuel de Melo e o Padre António Vieira são os seus representantes incontestáveis. Francisco Manuel de Melo, também poeta e dramaturgo, autor de uma obra versátil, terá também um papel de relevo na historiografia e um obras de carácter didáctico e doutrinário. O Padre António Vieira, um dos grandes génios da prosa portuguesa, que ainda hoje influencia muito autores (Saramago, por exemplo), escreveu sermões, escritos doutrinários e uma interessante espitolografia onde denota uma cultura profunda em termos retóricos, literários, políticos e teológicos.